# Toesca (estación)
Toesca es una estación ferroviaria que forma parte de la Línea 2 del Metro de Santiago de Chile. Se encuentra en trinchera entre las estaciones Los Héroes y Parque O'Higgins, al centro de la Autopista Central. Cuenta con 2 accesos; uno ubicado en el paso elevado de la Avenida Santa Isabel por sobre la mencionada autopista, el segundo adyacente a la calle Gay. La estación está en la comuna de Santiago.

## Entorno y características
Es una estación de moderado flujo de pasajeros, especialmente estudiantes universitarios, puesto que la estación se ubica en el extremo oriente del Barrio Universitario de Santiago. En sus alrededores se ubica las casas centrales de las universidades Central de Chile, Diego Portales y Tecnológica Metropolitana. En su salida sur se encuentra el Instituto Profesional Valle Central. La estación posee una afluencia diaria promedio de 16 752 pasajeros.
Hacia el costado oriente se encuentra el Palacio Cousiño, residencia diseñada por Paul Lathoud para Doña Isidora Goyenechea, viuda de Luis Cousiño, dueño de las minas de Lota y Chañarcillo. El Palacio Cousiño es uno de los edificios más bellos de la ciudad y es Monumento Nacional desde 1981, funcionando actualmente como museo.

### Accesos
| Acceso | Intersección                                   |
| ------ | ---------------------------------------------- |
| A      | Autopista Central con Santa Isabel             |
| B      | Av. Manuel Rodríguez Sur con Autopista Central |

## Origen etimológico
El nombre de la estación se debe a la proximidad que tiene con la calle Toesca, la cual debe su nombre al arquitecto Joaquín Toesca, quien diseñó el Palacio de La Moneda.

## Galería

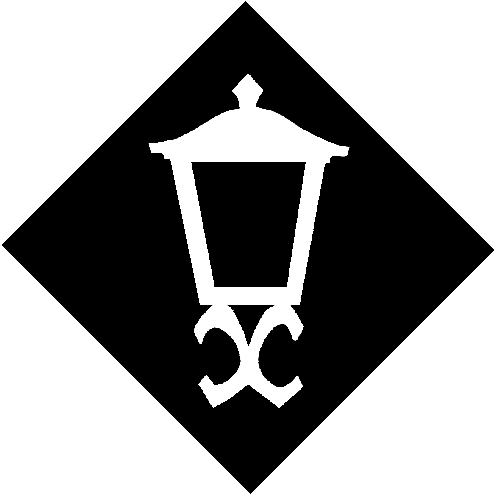
Antiguo símbolo con que se identificó a la estación.
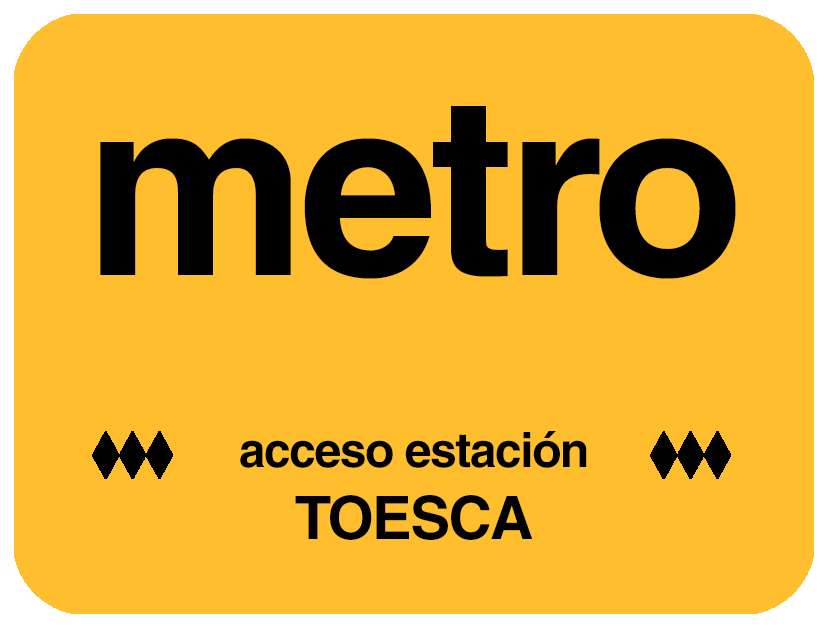
Letrero utilizado en los accesos a la estación hasta 1997.
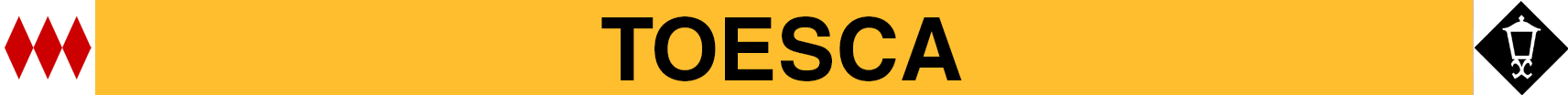
Cenefa antigua utilizada en los andenes.
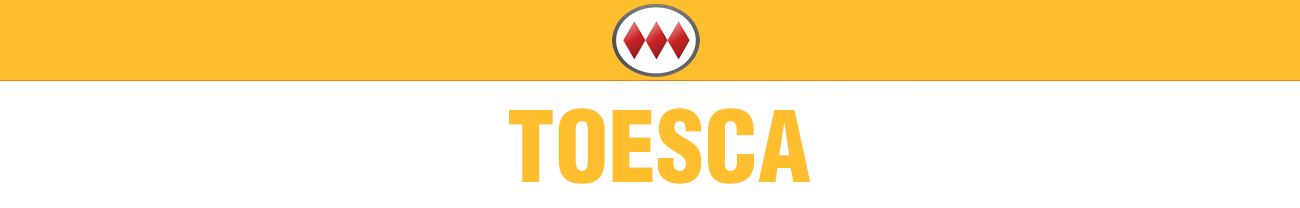
Cenefa utilizada actualmente en los andenes.

## Conexión con Red Metropolitana de Movilidad
La estación posee 2 paraderos de la Red Metropolitana de Movilidad en sus alrededores, los cuales corresponden a:
| Paradero/ Código               | Recorridos |
| ------------------------------ | --- |
| Parada 1 / Metro Toesca (PA35) | 113 (Ciudad Satélite) - 115 (Villa El Abrazo) - 125 (Lo Espejo) - 302 (La Pintana) - 302n (La Pintana) - 510 (Río Claro)                             |
| Parada 2 / Metro Toesca (PA80) | 113 (Metro Los Héroes) - 115 (Metro Los Héroes) - 125 (Metro Universidad de Chile) - 201e (Metro Santa Ana) - 302 (Metro Santa Ana) - 302n (Alameda) |